# جيمس هنري رايت
جيمس هنري رايت (بالإنجليزية: James Henry Wright) هو قاضي وسياسي أمريكي، ولد في 13 أغسطس 1838 في مقاطعة فرانكلن في الولايات المتحدة، وتوفي في 17 يناير 1905 في بريسكوت في الولايات المتحدة. حزبياً، نشط في الحزب الديمقراطي. وقد انتخب عضو مجلس نواب ولاية ميسوري.